# Medea (Pacini)
Medea è un'opera lirica in tre atti di Giovanni Pacini su libretto di Benedetto Castiglia, basato sulla tragedia omonima di Euripide.
Fu rappresentata per la prima volta al Teatro Carolino di Palermo il 28 novembre 1843. Fu in seguito rimaneggiata più volte da Pacini in successivi allestimenti: una prima revisione fu presentata al Teatro Eretenio di Vicenza il 22 gennaio 1845, un'ulteriore versione fu messa in scena il 9 marzo 1850 alla Fenice di Venezia, mentre la versione definitiva fu rappresentata al teatro San Carlo di Napoli il 26 febbraio 1853.
Per alcuni decenni fu la Medea più popolare nei teatri d'opera d'Italia, Russia e delle Americhe. Dalla prima rappresentazione fino al 1869 ne furono allestite almeno 43 produzioni.

## Personaggi e interpreti della prima
| Personaggio | Tipologia vocale | Interprete 28 novembre 1843 |
| --- | ---------------- | --------------------------- |
| Medea | soprano          | Geltrude Bortolotti         |
| Cassandra | soprano          | Giovanna Austin             |
| Licisca | soprano          | Adelaide Orlandi            |
| Giasone | tenore           | Giovanni Battista Pancani   |
| Creonte | bass             | Luigi Valli                 |
| Calcante | bass             | Secondo Torre               |
| Cori e comparse: Glauca (sop.). Fanciulle. Donne. Fanciulli. Popolo. Cureti. Sacerdoti. Arconti. Matrone. Soldati |                  |                             |

## Struttura musicale
- Sinfonia

### Atto I
- N. 1 - Introduzione e Cavatina di Creonte O del canto signor - Ebbi una figlia, sola speranza! (Coro, Calcante, Creonte)
- N. 2 - Cavatina di Medea Per te, crudel! le tenebre
- N. 3 - Duetto fra Medea e Giasone Odi, sola, in preda a mille

### Atto II
- N. 4 - Coro e Preghiera di Giasone Nell'ambascia, nel pianto - Se innanzi al trono vindice (Coro, Cassandra, Calcante, Giasone)
- N. 5 - Duetto fra Medea e Creonte Medea... vive!... vive! o cielo!
- N. 6 - Finale II Di Giove l'arcano - Di eterna luce i secoli (Coro, Creonte, Giasone, Medea, Calcante, Licisca)

### Atto III
- N. 7 - Coro e Terzetto fra Creonte, Medea e Giasone Gioisci alfin - Ma di', figlio a tuo padre non era (Coro, Creonte, Medea, Giasone)
- N. 8 - Coro, Aria di Medea e Finaletto Al Tempio - Oh almeno... si tace - Morte all'infame... a tale iniqua la morte! (Coro, Giasone, Creonte, Cassandra, Calcante, Glauca, Medea)